# Robert de Kerchove d'Exaerde
Robert Marie Charles Louis Alfred Ghislain de Kerckhove d'Exaerde (Gent, 20 december 1876 – Wuustwezel, 2 maart 1954) was een Belgisch politicus voor de Katholieke Partij / Katholiek Verbond van België / CVP.

## Levensloop
Robert de Kerchove was een zoon van Alfred de Kerchove d'Exaerde (1846-1917) en van Marie Borluut d'Hoogstraete (1848-1889). Hij trouwde met gravin Jeanne Le Grelle (1883-1907) en in tweede huwelijk met Antoinette van Pottelsberghe de la Pötterie (1891-1918). In 1922 werd hem de baronstitel toegekend en in 1948 werd aan hem en zijn kinderen vergunning verleend om Borluut aan hun familienaam toe te voegen, in herinnering aan de (uitgestorven) familietak van hun moeder. Hij had vier kinderen uit het eerste bed en drie uit het tweede. De familietak is in 1992 uitgestorven. Zijn broer, Henri de Kerchove d'Exaerde werd eveneens senator.
Hij volgde zijn middelbare studies aan het Sint-Barbaracollege van Gent. Daarna promoveerde hij tot doctor in de rechten en de politieke en sociale wetenschappen aan de Katholieke Universiteit Leuven. In 1911 werd hij voor de Katholieke Partij verkozen tot gemeenteraadslid in Wuustwezel, werd er van 1915 tot 1924 schepen en burgemeester van 1924 tot 1934. In 1934 werd hij opgevolgd door zijn zoon Fernand.
In 1910 werd hij verkozen tot lid van de Kamer van volksvertegenwoordigers voor het arrondissement Antwerpen en vervulde dit mandaat tot in 1946. Van 1931 tot 1946 was hij ondervoorzitter van de Kamer van volksvertegenwoordigers. Als parlementslid vertegenwoordigde hij de buitenkantons van het arrondissement Antwerpen, alsook de Belgische Boerenbond. Binnen het parlement liet hij zich opmerken als Vlaamsgezind: hij was voorstander van de vernederlandsing van de Rijksuniversiteit Gent en pleitte voor Vlaamse regimenten in het leger en eentalig onderwijs in Vlaanderen. Van 1946 tot 1949 zetelde hij ook nog in de Senaat als rechtstreeks gekozen senator voor het arrondissement Antwerpen.
Bovendien was hij van 1931 tot 1933 voorzitter van het Katholiek Verbond van België, een ambt dat hij tussen juli en oktober 1936 opnieuw uitoefende, zij het ad interim.